# متروی نیویورک سیتی

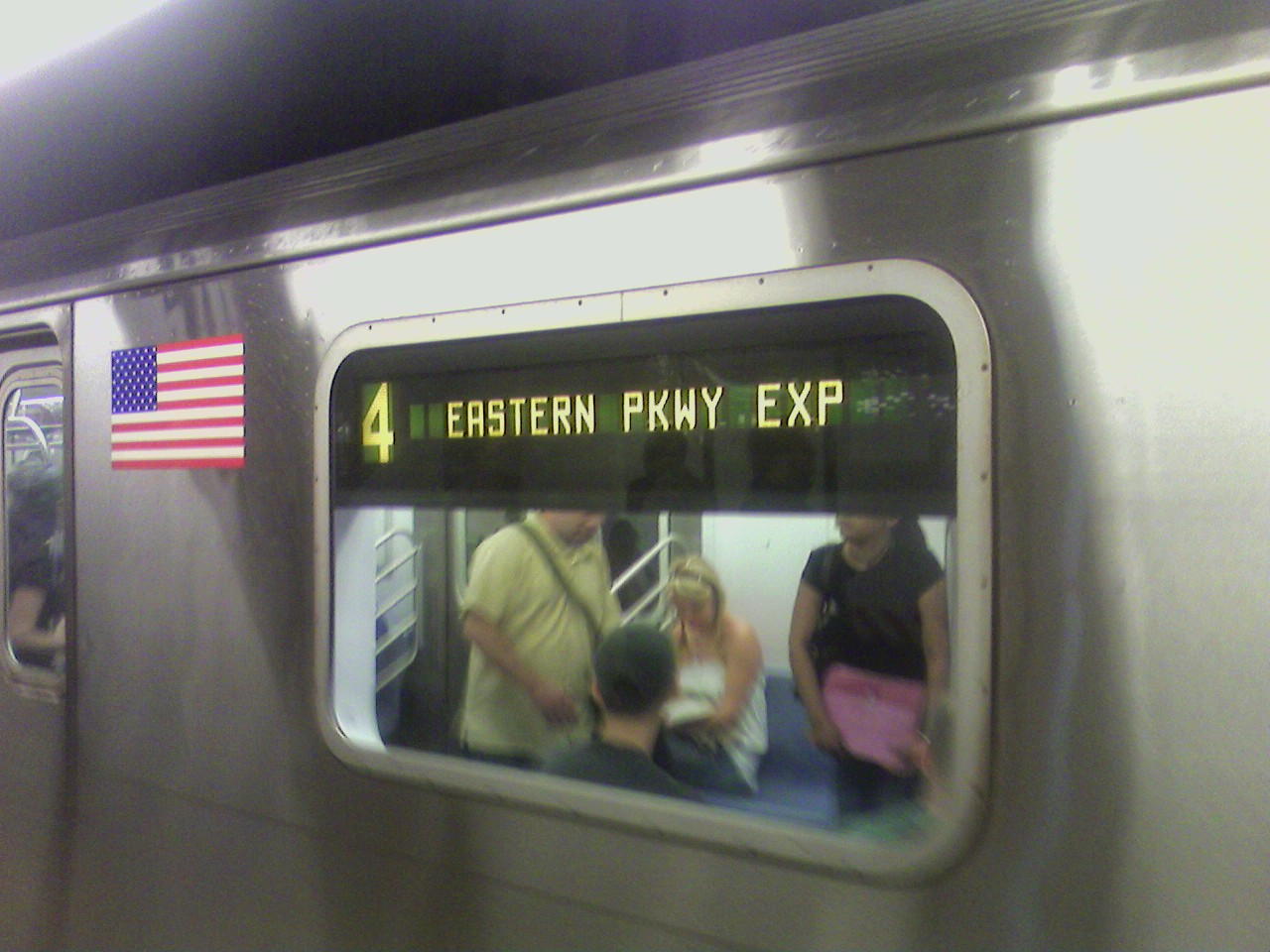
یکی از قطارهای شهری شهر نیویورک.

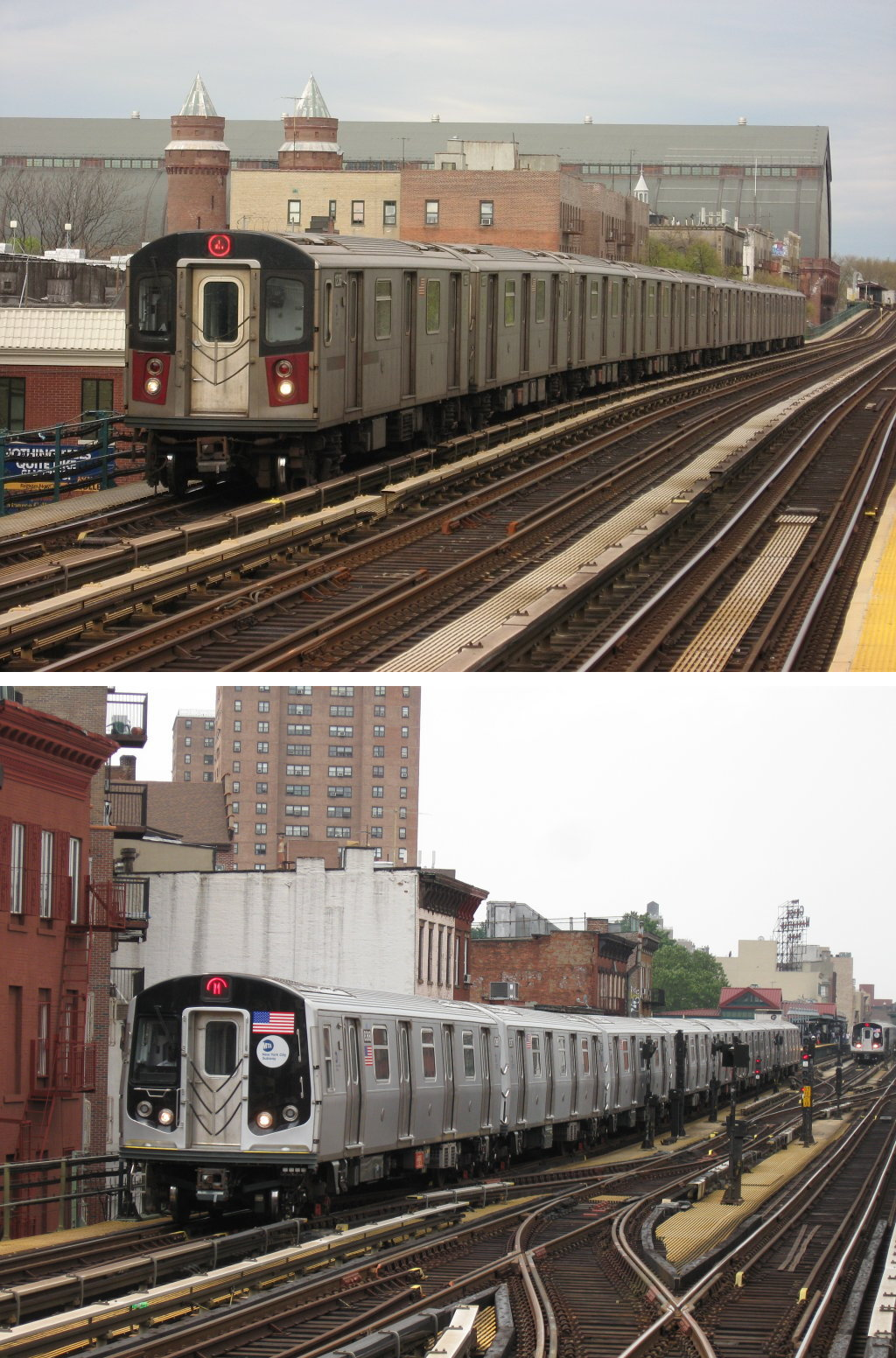
قطارهای متروی نیویورک در منطقه برانکس (بالا) و بروکلین (پایین).

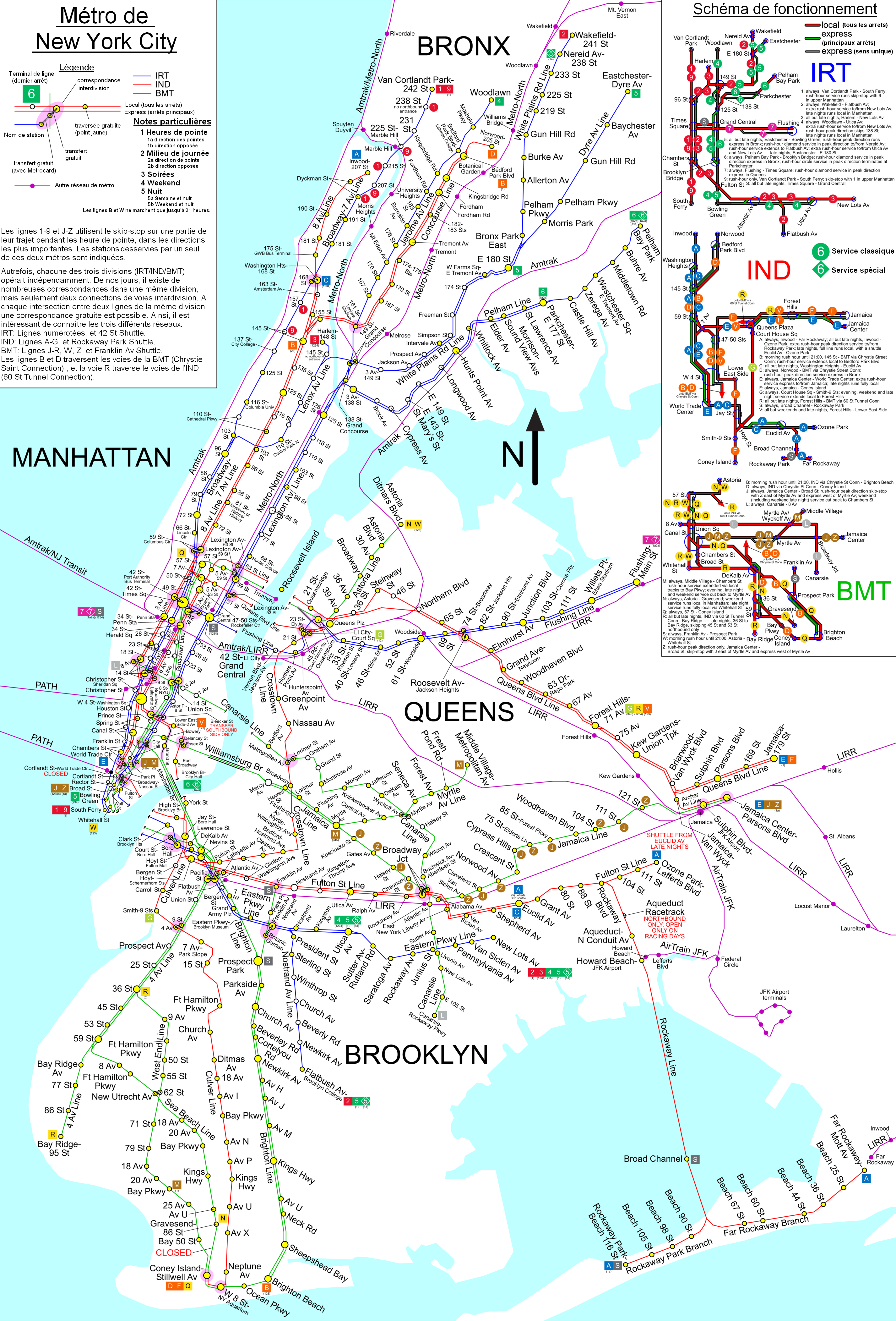
نقشهٔ خطوط متروی شهری نیویورک

مترو یا قطار شهری نیویورک (به انگلیسی: New York City Subway) سامانه قطارهای شهری کلان‌شهر نیویورک است. متروی نیویورک با داشتن ۳۶ خط فعال، ۴۷۲ ایستگاه و مسیری به طول ۱۳۵۵ کیلومتر، یکی از بزرگ‌ترین و طولانی‌ترین خطوط متروی شهری در جهان است.
متروی شهری نیویورک جزو معدود قطارهای شهری در جهان است که به صورت ۲۴ ساعته و در تمامی روزهای سال و بدون تعطیلی به ارائه خدمات و سرویس‌دهی می‌پردازد.
قطار شهری نیویورک در تمامی نقاط بخش‌های شهر نیویورک از جمله منهتن، بروکلین، کوینز، برانکس و استاتن آیلند دارای ایستگاه‌های متعددی است.

## برگزاری نگارخانه در  مترو
هنر و طراحی سازمان حمل و نقل کلانشهر نیویورک در دهه ۱۹۸۰ در متروی نیویورک به توسط ریچارد راویچ، رئیس وقت آن سازمان، پروژه‌ای ۱۴ میلیارد دلاری را برای بازسازی مترو پیشنهاد کرد که بخشی از آن به هنر اختصاص یافت.پس از وی باب کایلی، علاوه بر بهبود امنیت و نوسازی قطارها، با تخصیص بودجه یک درصد از هزینه ساخت یا بازسازی هر ایستگاه صرف هنر می‌شود. در سال ۲۰۲۴ ، موزه هنر متروپولیتن نیویورک سه اثر دائم سازمان حمل و نقل کلانشهر نیویورک را در این نمایشگاه با عنوان «فرار به مصر» معرفی کرد. از هنرمندان مشهور جهان می توان یوکو اونو، الکس کاتز و نیک کیو با آثاری از کاشی، فلز و شیشه‌های رنگی ساخته شده و بخشی از برنامه هنر و طراحی سازمان حمل و نقل کلانشهر نیویورک نام برد.

## خطوط و مسیرها
| منطقه      | خط‌ها                  | بخش                  | سرویس(ها) | افتتاح          | ساختار                                    |
| ---------- | --------------------- | -------------------- | --------- | --------------- | ----------------------------------------- |
| B (IND)    | متروی خیابان دوم      | منهتن                | N Q R     | ۱ ژانویه ۲۰۱۷   | زیرزمینی                                  |
| B (بی‌ام‌تی) | خط خیابان چهارم       | بروکلین              | D N R W   | ۲۲ ژوئن ۱۹۱۵    | زیرزمینی                                  |
| B (IND)    | خط خیابان ششم         | منهتن بروکلین        | B D F M   | ژانویه ۱۹۳۶     | زیرزمینی                                  |
| B (IND)    | خط خیابان هشتم        | منهتن بروکلین        | A B C D E | ۱۰ سپتامبر ۱۹۳۲ | زیرزمینی                                  |
| A (IRT)    | شاتل خیابان ۴۲ام      | منهتن                | S         | ۲۷ اکتبر ۱۹۰۴   | زیرزمینی[a]                               |
| B (بی‌ام‌تی) | خط خیابان ۶۳ام        | منهتن                | N Q R     | ۲۹ اکتبر ۱۹۸۹   | زیرزمینی                                  |
| B (IND)    | خط خیابان ۶۳ام        | منهتن کویینز         | F         | ۲۹ اکتبر ۱۹۸۹   | زیرزمینی                                  |
| B (بی‌ام‌تی) | خط خیابان آرچر        | کویینز               | J Z       | ۱۱ دسامبر ۱۹۸۸  | زیرزمینی                                  |
| B (IND)    | خط خیابان آرچر        | کویینز               | E         | ۱۱ دسامبر ۱۹۸۸  | زیرزمینی                                  |
| B (بی‌ام‌تی) | خط آستوریا            | کویینز               | N W       | ۲۱ آوریل ۱۹۱۷   | ارتفاع                                    |
| B (بی‌ام‌تی) | خط برایتون            | بروکلین              | B Q       | ۲ ژوئیه ۱۸۷۸    | زیرزمینی, open cut, embankment, ارتفاع    |
| B (بی‌ام‌تی) | خط برادوی             | منهتن                | N Q R W   | ۴ سپتامبر ۱۹۱۷  | زیرزمینی                                  |
| A (IRT)    | خط برادوی–خیابان هفتم | برانکس منهتن بروکلین | 1 2 3     | ۲۷ اکتبر ۱۹۰۴   | ارتفاع[a], embankment, زیرزمینی           |
| B (بی‌ام‌تی) | خط کنارسی             | منهتن بروکلین        | L         | ۲۱ اکتبر ۱۸۶۵   | زیرزمینی, ارتفاع, at-grade                |
| B (IND)    | خط کونکورس            | برانکس منهتن         | B D       | ۱ ژوئیه ۱۹۳۳    | زیرزمینی                                  |
| B (IND)    | خط کراستاون           | بروکلین کویینز       | G         | ۱۹ اوت ۱۹۳۳     | زیرزمینی                                  |
| B (IND)    | خط کالور              | بروکلین              | F G       | ۱۶ مارس ۱۹۱۹    | زیرزمینی, ارتفاع[c]                       |
| A (IRT)    | خط دایر               | برانکس               | 5         | ۱۵ مه ۱۹۴۱      | ارتفاع[b], embankment, open-cut, زیرزمینی |
| A (IRT)    | خط ایسترن پارکوی      | بروکلین              | 2 3 4 5   | ۹ ژانویه ۱۹۰۸   | زیرزمینی                                  |
| A (IRT)    | خط فلاشینگ            | منهتن کویینز         | 7 <7>     | ۲۲ ژوئن ۱۹۱۵    | زیرزمینی, ارتفاع                          |
| B (بی‌ام‌تی) | خط خیابان فرانکلین    | بروکلین              | S         | ۲ ژوئیه ۱۸۷۸    | ارتفاع, embankment, open cut              |
| B (IND)    | خط خیابان فولتن       | بروکلین کویینز       | A C       | ۹ آوریل ۱۹۳۶    | زیرزمینی, ارتفاع[d]                       |
| B (بی‌ام‌تی) | خط جامائیکا           | بروکلین کویینز       | J M Z     | ۲ فوریه ۱۸۸۵    | ارتفاع                                    |
| A (IRT)    | خط خیابان جروم        | برانکس               | 4 5       | ۱۲ ژوئن ۱۹۱۷    | ارتفاع, زیرزمینی                          |
| A (IRT)    | خط خیابان لنوکس       | منهتن                | 2 3       | ۲۳ نوامبر ۱۹۰۴  | at-grade, زیرزمینی                        |
| A (IRT)    | خط خیابان لکسینگتون   | منهتن                | 4 5 6 <6> | ۲۷ اکتبر ۱۹۰۴   | زیرزمینی[a]                               |
| B (بی‌ام‌تی) | خط خیابان مرتل        | بروکلین کویینز       | M         | ۱۹ دسامبر ۱۸۸۹  | ارتفاع, embankment, at-grade              |
| B (بی‌ام‌تی) | خط خیابان نساو        | منهتن                | J M Z     | ۱۶ سپتامبر ۱۹۰۸ | زیرزمینی                                  |
| A (IRT)    | خط نیو لوتز           | بروکلین              | 2 3 4 5   | ۲۳ نوامبر ۱۹۲۰  | ارتفاع                                    |
| A (IRT)    | خط خیابان نوسترند     | بروکلین              | 2 5       | ۲۳ اوت ۱۹۲۰     | زیرزمینی                                  |
| A (IRT)    | خط پلهام              | برانکس               | 6 <6>     | ۱ اوت ۱۹۱۸      | زیرزمینی, ارتفاع                          |
| B (IND)    | خط بلوار کویینز       | منهتن کویینز         | E F M R   | ۱۹ اوت ۱۹۳۳     | زیرزمینی                                  |
| B (IND)    | خط راکاوی             | کویینز               | A S       | ۲۸ ژوئن ۱۹۵۶    | at-grade, embankment, ارتفاع[e]           |
| B (بی‌ام‌تی) | خط سی بیچ             | بروکلین              | N W       | ۲۲ ژوئن ۱۹۱۵    | open cut, ارتفاع                          |
| B (بی‌ام‌تی) | خط وست اند            | بروکلین              | D         | ۲۴ ژوئن ۱۹۱۶    | open-cut, ارتفاع                          |
| A (IRT)    | خط خیابان وایت پلینز  | برانکس               | 2 5       | ۱۰ ژوئیه ۱۹۰۵   | ارتفاع, زیرزمینی                          |

La Division C est composée des lignes secondaires, non utilisées dans un but commercial, et des voies de maintenance.